# Tramways de la Sarthe
Les Tramways de la Sarthe (TS) sont un ensemble de lignes de chemin de fer secondaire à voie métrique appartenant au Département de la Sarthe et concédé à une société privée, la Compagnie des tramways de la Sarthe. Son centre se situait à la gare monumentale du Mans-les-Halles, distincte de celle qui deviendra celle de la SNCF.
Les trams circulaient sur la route, mais aussi très souvent en site propre et le réseau comportait de nombreux ouvrages d'arts, dus à l'ingénieur Louis Harel de la Noë.
Une  gare monumentale, située sur les bords de la Sarthe, avait été réalisée au Mans.
La traction des trains, était assurée par des locomotives à vapeur, assistées après 1924, par des autorails. Le réseau ouvert en 1880, disparaitra le samedi 1er mars 1947.

## Situation du réseau
Le réseau s'étendait sur le département de la Sarthe. Le centre du réseau était situé au Mans.

## Histoire

### Évolution du réseau
La Compagnie des Tramways de la Sarthe développera un réseau, qui atteint une longueur totale de 416 km en 1922.
Les lignes du réseau ont été construites en plusieurs étapes qui ont fait l'objet de différentes concessions.

#### Premier réseau

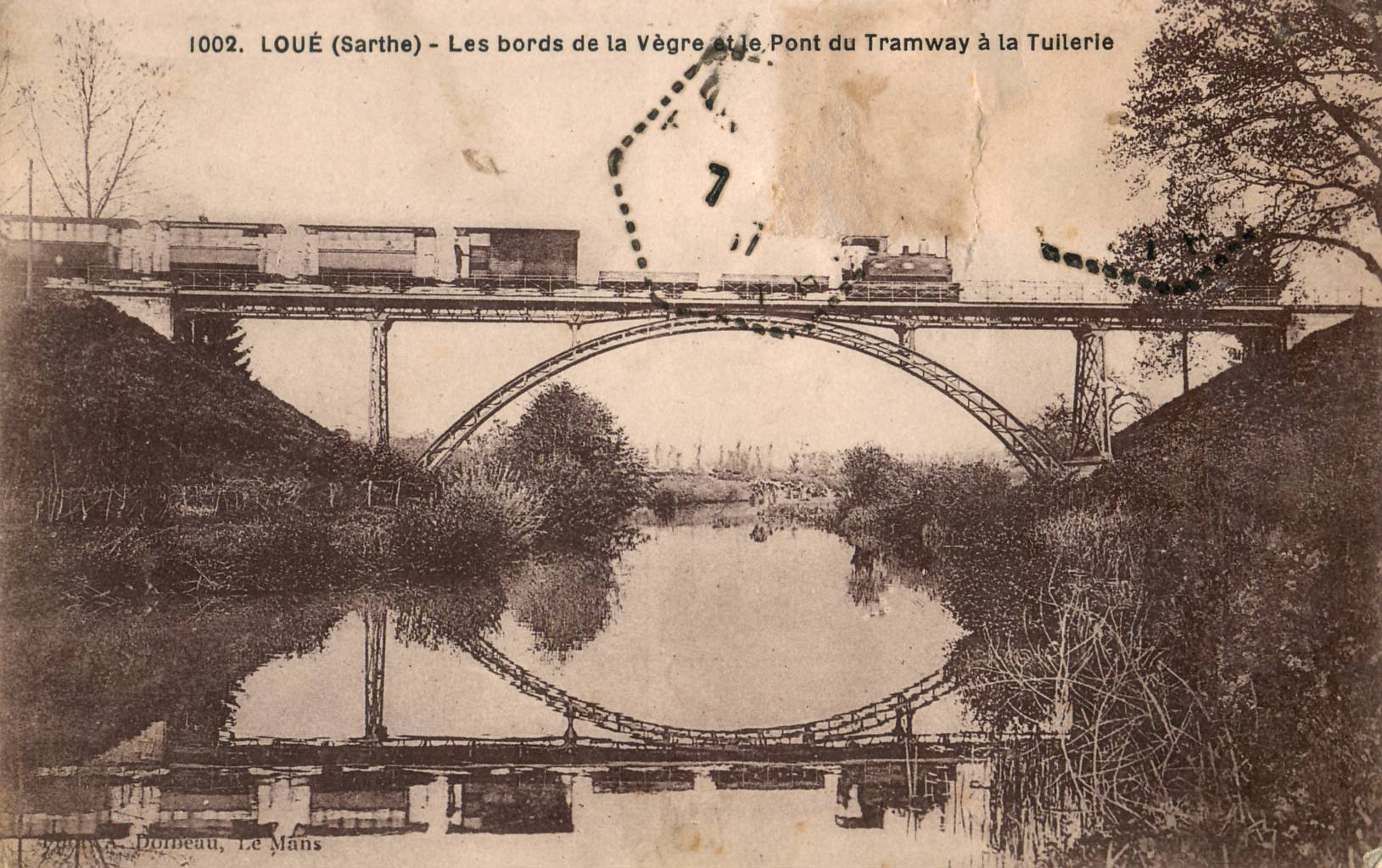
Viaduc sur la Vègre à Loué (Ligne Le Mans - Saint-Denis-d'Orques).

Par décret du 6 mars 1880, Monsieur Falies, ingénieur civil, obtient la concession de deux lignes : 
- Ballon - Les forges-d'Antoigné (Sainte-Jamme-sur-Sarthe) par Montbizot ;
- Le Mans - Le Grand-Lucé.

Ces lignes ouvrent en 1882, elles sont construites à voie métrique et implantées le long des routes.
Par la suite, les sections suivantes ont été ajoutées :
- Le Grand-Lucé - La Chartre-sur-le-Loir, en 1884 ;
- Ballon - Montbizot, en 1886 ;
- Le Mans - Saint-Denis-d'Orques , en 1888[4].

#### Second réseau

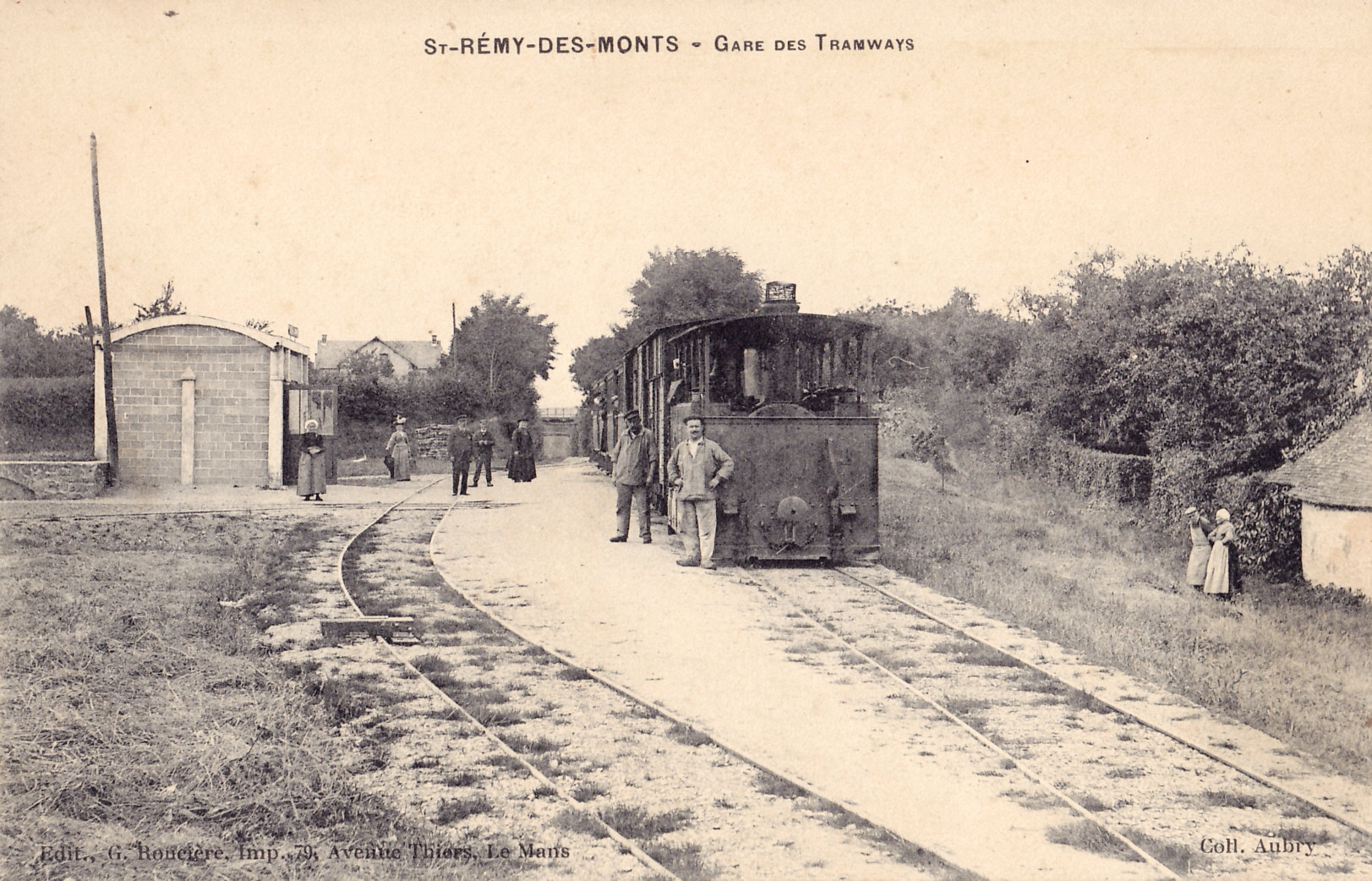
La gare de Saint-Rémy-des-Monts, sur la ligne Le Mans - Mamers.

En 1893, débute la construction du deuxième réseau, long de 257 km et comprenant les lignes suivantes :
- Le Mans - Mamers ;
- La Détourbe (Rouperroux-le-Coquet) - La Ferté-Bernard ;
- Le Mans - Mayet.

#### Troisième réseau

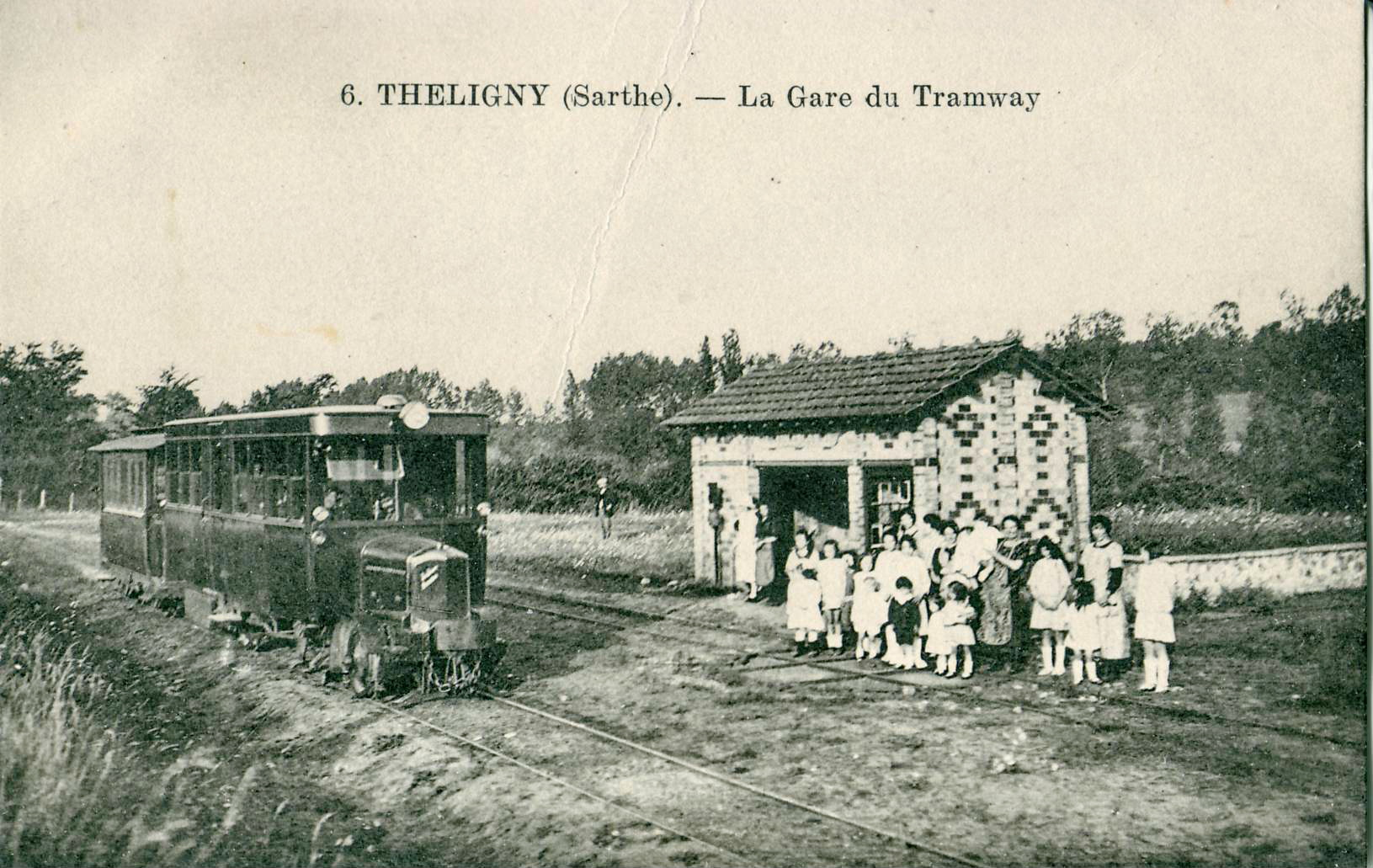
La station de Théligny, sur la ligne de La Ferté-Bernard à Montmirail.

En 1908, est établi un troisième réseau, dont certaines lignes seront inachevées après la Première Guerre mondiale :
- Le Grand-Lucé - Saint-Calais ;
- Changé - Château-du-Loir ;
- Le Mans - Ségrie ;
- Fresnay-sur-Sarthe - Alençon.

Lignes inachevées :
- Mamers - Alençon.
- Ségrie - Assé-le-Boisne.

### Catastrophe du23 janvier 1910à Dehault
L'hiver 1910 fut particulièrement pluvieux et marqué par de nombreuses crues (crue de la Seine, du Doubs, ecr). La Sarthe et ses affluents ne furent pas épargnées.
Le 23 janvier 1910, le premier train partant de La Ferté-Bernard en direction du Mans s'ébranla à 6 h 42, avec de nombreux voyageurs, puis franchit le viaduc de Dehault. Peu avant d'atteindre la gare de ce village, la rame dérailla, entraînant la machine, un wagon à marchandise, les deux voitures à voyageurs et un fourgon déraillèrent et dévalèrent en contrebas, tuant net le chauffeur, et blessant mortellement le mécanicien. Le chef de train et quelques voyageurs furent blessés.
L'enquête établit que les pluies diluviennes avaient rongé le remblai établi en flanc de coteau sur un sol tourbeux et causé un important glissement de terrain de 12 m. de hauteur, qui laissaient les rails sans aucun soutien, causant ainsi la catastrophe.

## Infrastructure

### Lignes du réseau
À son extension maximum, le réseau de tramways de la Sarthe était composé de onze lignes structurées en étoile au départ du Mans.

### Tracé des lignes

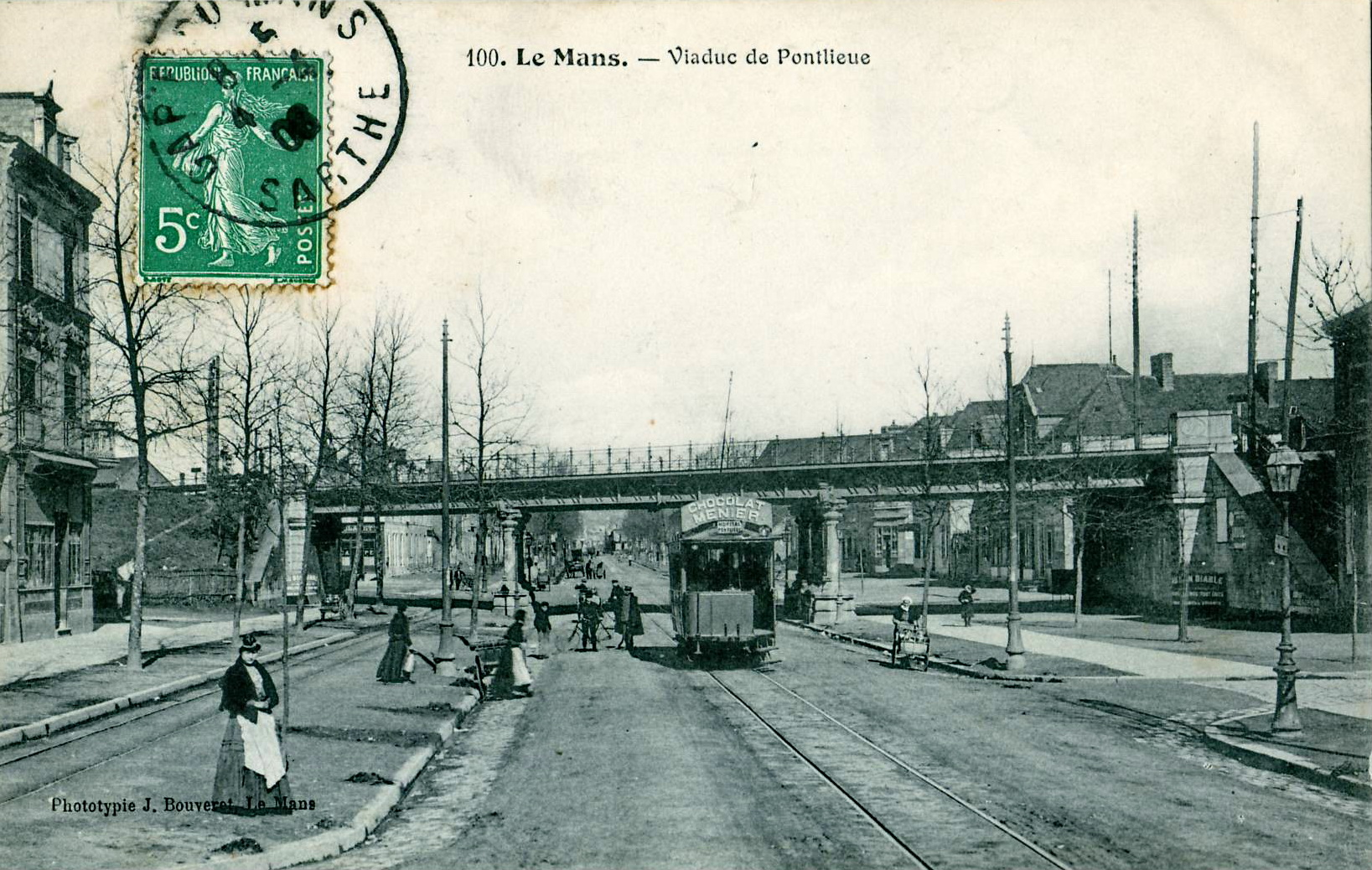
Vue du viaduc de Pontlieue au Mans, sous lequel passait l'avenue du même nom.
Afin d'éviter toute difficulté d'exploitation, les voies des TS et celles des tramways urbains ne se croisaient pas (à l'exception du Pont en X) et les voies empruntant les mêmes voies étaient établies l'une à côté de l'autre, comme c'est le cas ici, où la voie du TS passe dans la contre-allée à gauche, alors que le tramway est sur sa voie, dans l'axe de l'avenue

Les lignes étaient construites voie unique implantée le plus souvent sur l'accotement des routes. Il existait des sections en site propre pour s'affranchir du relief. Certaines de ces sections comprenaient des ouvrages d'art.
Des évitements réalisés dans les stations permettaient les éventuels croisements, peu fréquents compte tenu des faibles fréquences des convois.

### La voie
La voie était à l'écartement métrique construite en rail vignole de 15 kg. Dans les chaussées certaines sections possédaient un contre rail.

### Principales gares

#### Gare du Mans-Gué-de-Maulny
La première gare des TS au Mans fut installée à l'intersection du boulevard du Grelfier et de la rue du Gué-de-Maulny, sur un terrain d'environ 4 000 m2, situé en position centrale et près de la gare du Mans et desservi par des voies larges pouvant accueillir les voies des Tramways de la Sarthe.
Elle fut remplacée dès 1888 par la gare du Mans-les-Halles, mais conservée à la fois comme station et comme atelier des TS.

#### Gare du Mans-les-Halles

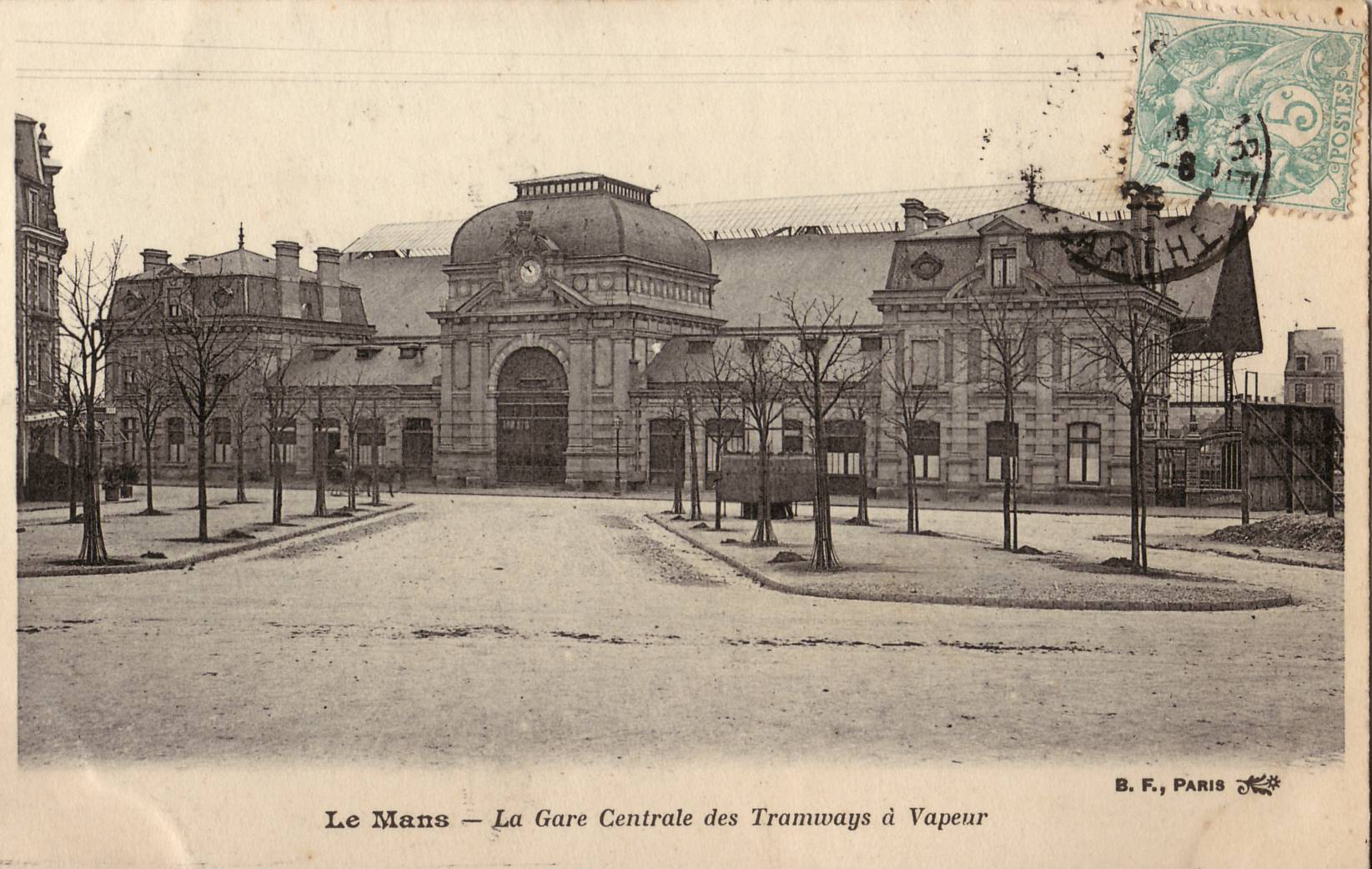
Façade monumentale de la gare du Mans- Les Halles

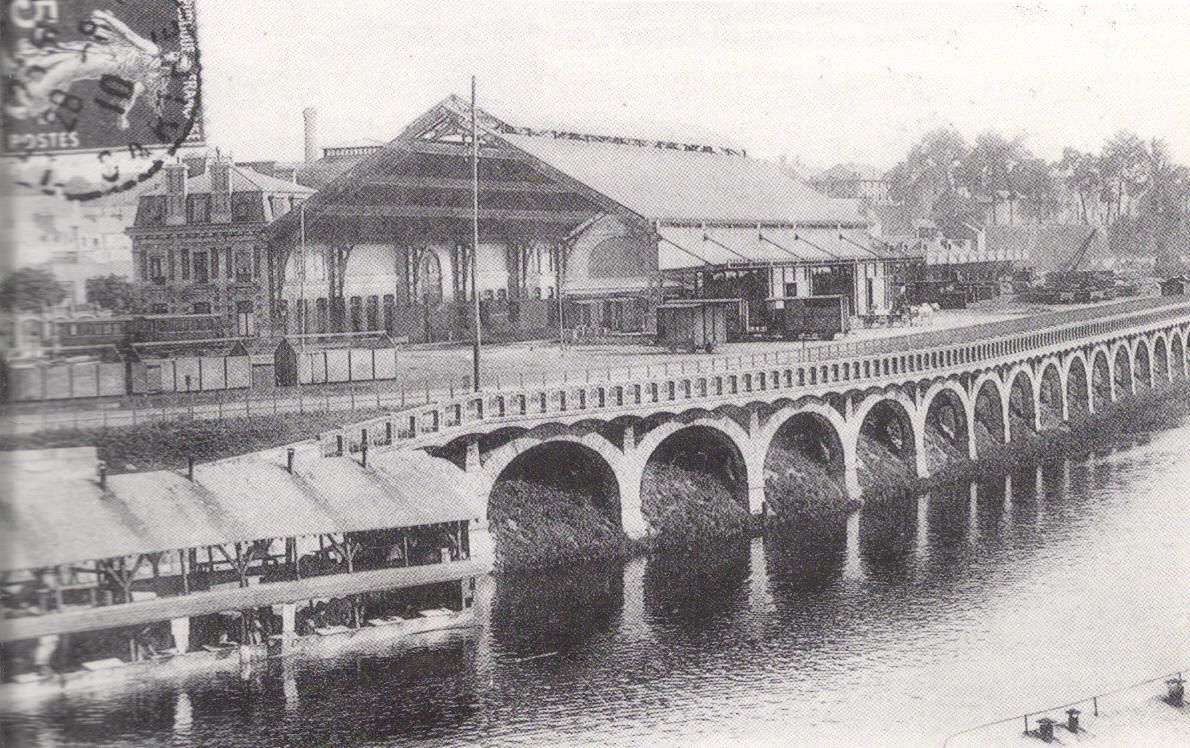
La gare du Mans-Les Halles, depuis la Sarthe

L’hôpital général de la Sarthe était implanté depuis le XVIIe siècle derrière la Visitation, lorsqu’il est brusquement déplacé en 1888 vers l’avenue Rubillard. L’architecte Poivet travaille sur les nouveaux locaux sanitaires et ces derniers sont inaugurés en 1891. La place libérée par l’ancien hôpital est idéale pour installer la nouvelle gare.
La gare centrale des TS y est installée en 1888. Après l’extension des lignes du TS, le conseil général souhaite créer un grand dépôt sur les bords de Sarthe. Un emplacement entre le pont Gambetta et le pont de fer est choisi.
En fait, il ne fait que remplacer la gare provisoire qui était installée depuis 1882 à l’angle de la rue Paul Ligneul et du Boulevard de la gare. Un encorbellement soutenu par des pilastres sont mis en place et on agrandit les quais. Le but est de transformer l’espace en véritable gare centrale de la ville, mais aussi du département. L’auteur du bâtiment est l’ingénieur Louis Harel de la Noë, qui fut également le responsable de nombreux ouvrages d'art sur les Chemins de fer des Côtes-du-Nord.
Le bâtiment est composé d’un dôme central, sorte de lieu de rassemblement de tous les voyageurs. Les bureaux sont situés en marge des voies sur le côté « terre » et non le côté Sarthe. Le hall central est grand de 2 200 m² et juste derrière se trouvent deux grandes remises pour les voitures et les locomotives. Le bâtiment est loin de faire l’unanimité. Construit avec du cailloux mosaïqué de silex, ils font de l'architecte Harel de la Noë, le « père nougat » des Tramways de la Sarthe au Mans.
Les bâtiments de la gare seront détruits après la fermeture du réseau en 1947. C’est alors que seront construits les bâtiments de Courboulay et de Le Couteur inspirés par Le Corbusier.

### Ouvrages d'arts
Il existait de nombreux ouvrages d'art, tous construits par Harel de la Noé.
Le viaduc de Saint-Georges-le-Gaultier, construit en 1912 pour le prolongement resté inachevé de la ligne du 3e réseau restée inachevé Alençon - Moulins-le-Carbonel de Ségrie à Assé-le-Boisne,.

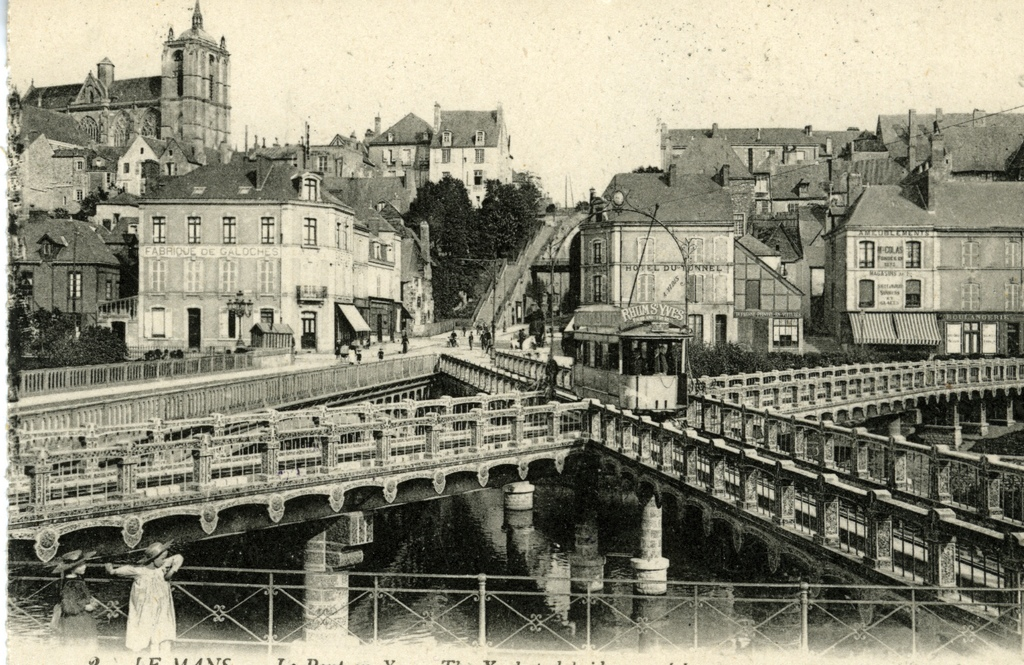
Le Pont en X au Mans.
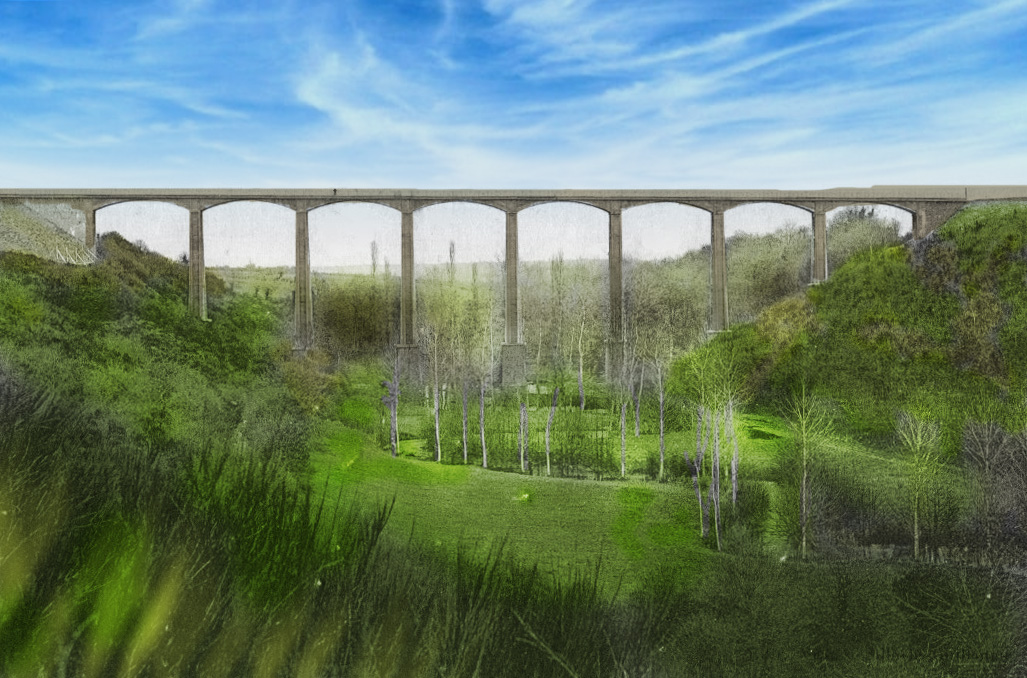

## Exploitation

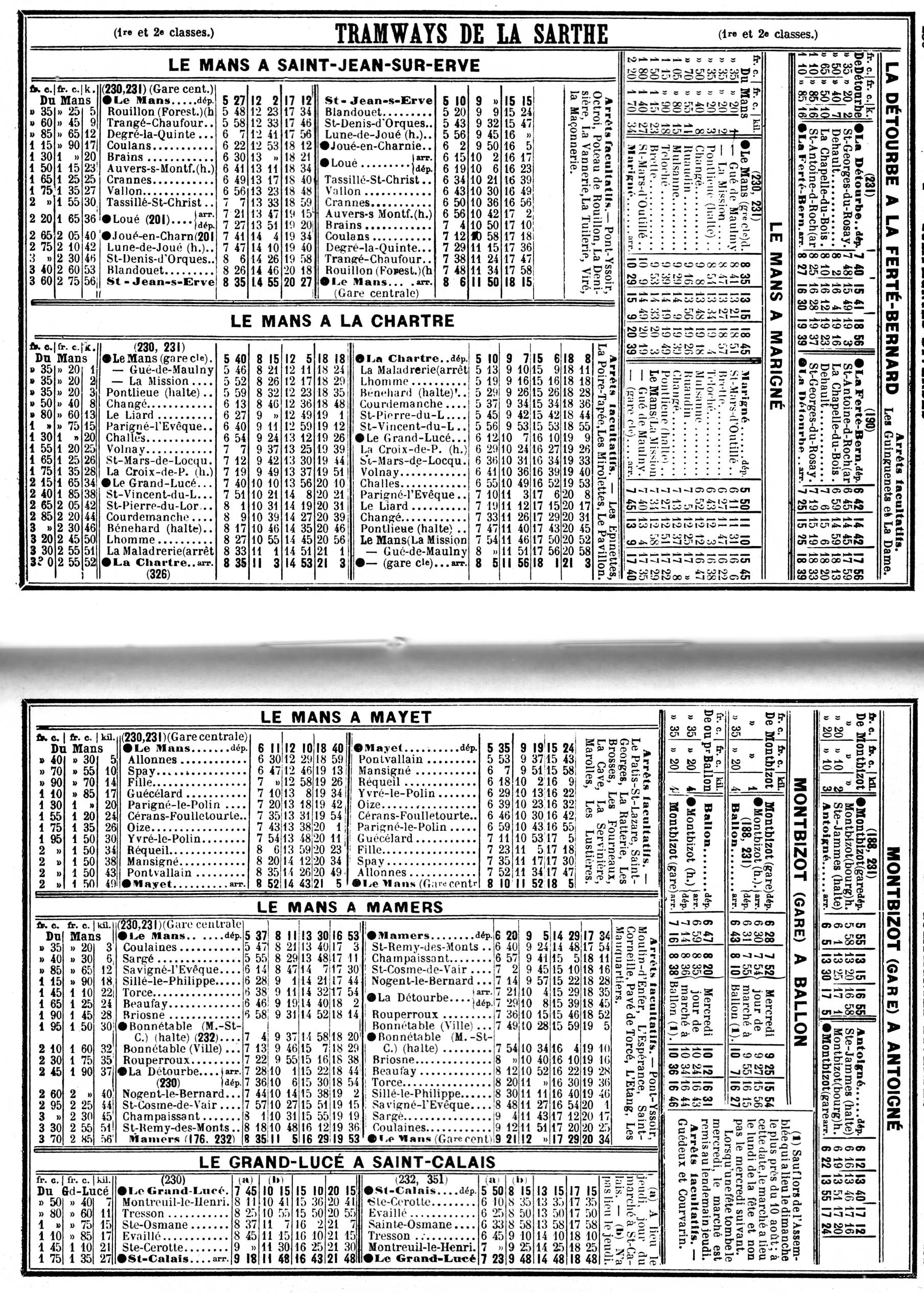
Horaires des Tramways de la Sarthe, en mai 1914

### Dessertes
Les conventions initiales de concession prévoyaient une desserte de chaque ligne par trois aller-retour journaliers.
C'était toujours la trame de la desserte en mai 1914, si ce n'est sur les lignes du Mans à Mamers et Le Mans - La Chartre, desservie par quatre aller-retour, et l'embranchement de Montbazot à Ballon, qui n'avait que deux aller-retour journaliers.

## Les compagnies exploitantes
- 1880, la Compagnie des Tramways de la Sarthe, intégrée ensuite au groupe Carel Fouché & Cie
- 1895, l'ensemble du réseau est sous le statut des Chemins de fer d'Intérêt Local de 1880, mais conserve l'appellation Tramways de la Sarthe.
- 1932, le 2 août, les TS reprennent l'exploitation de la ligne à voie normale du Chemin de fer Mamers-Saint Calais, jusqu'au 1er mars 1947

### Locomotives à vapeur
Premier réseau

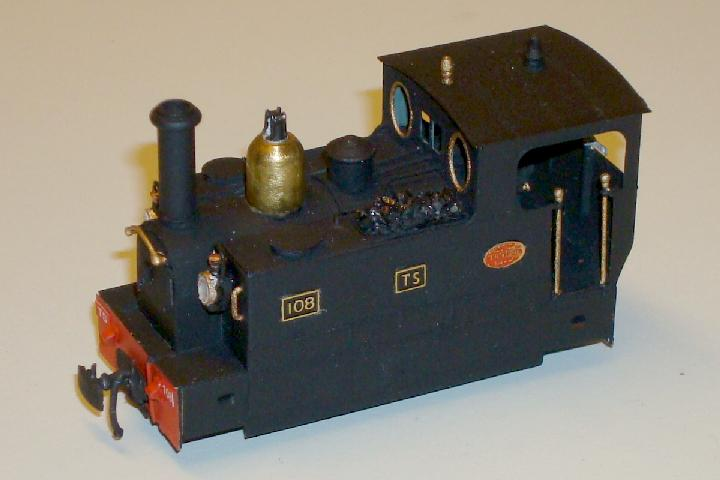
maquette de la locomotive 030t N° 108

- 1881 : 020T Corpet-Louvet, 1 à 4 (341-44), 6 tonnes à vide, distribution système Brown
- 1882 : 030T La Metallurgique, Tubize, 12 (533), 11 tonnes à vide,
- 1883 : 030T La Metallurgique, Tubize, 13 (537), 11 tonnes à vide,
- 1884 : 030T La Metallurgique, Tubize, 14 (540), 11 tonnes à vide,
- 1887 : 030T ANF Blanc-Misseron, 15 (626-1), 16 (681-19), 11 tonnes à vide[9]
- 1888 : 030T ANF Blanc-Misseron, 17 (682-20), 18-19 (689-90), 11 tonnes à vide,

Deuxième réseau
- 1896 : 030T ANF Blanc-Misseron, 50-54, (1049-54),12,8 tonnes à vide,
- 1897 : 030T ANF Blanc-Misseron, 55-58, (1055-57),12,8 tonnes à vide,
- 1898 : 030T ANF Blanc-Misseron, 59-61, (1058-60),12,8 tonnes à vide[9],
- 1898 : 030T ANF Blanc-Misseron, 62, (1061)  , 13,2 tonnes à vide,

Troisième réseau
- 1910 : 030T ANF Blanc-Misseron, 101-104, (1636-39),13 tonnes à vide,
- 1913 : 030T ANF Blanc-Misseron, 105-106, (1737-38),13 tonnes à vide,
- 1912 : 030T ANF Blanc-Misseron, 107-116, (1642-52),13 tonnes à vide,
- 1913 : 030T ANF Blanc-Misseron, 117-119, (1653-55),13 tonnes à vide

#### Autorails

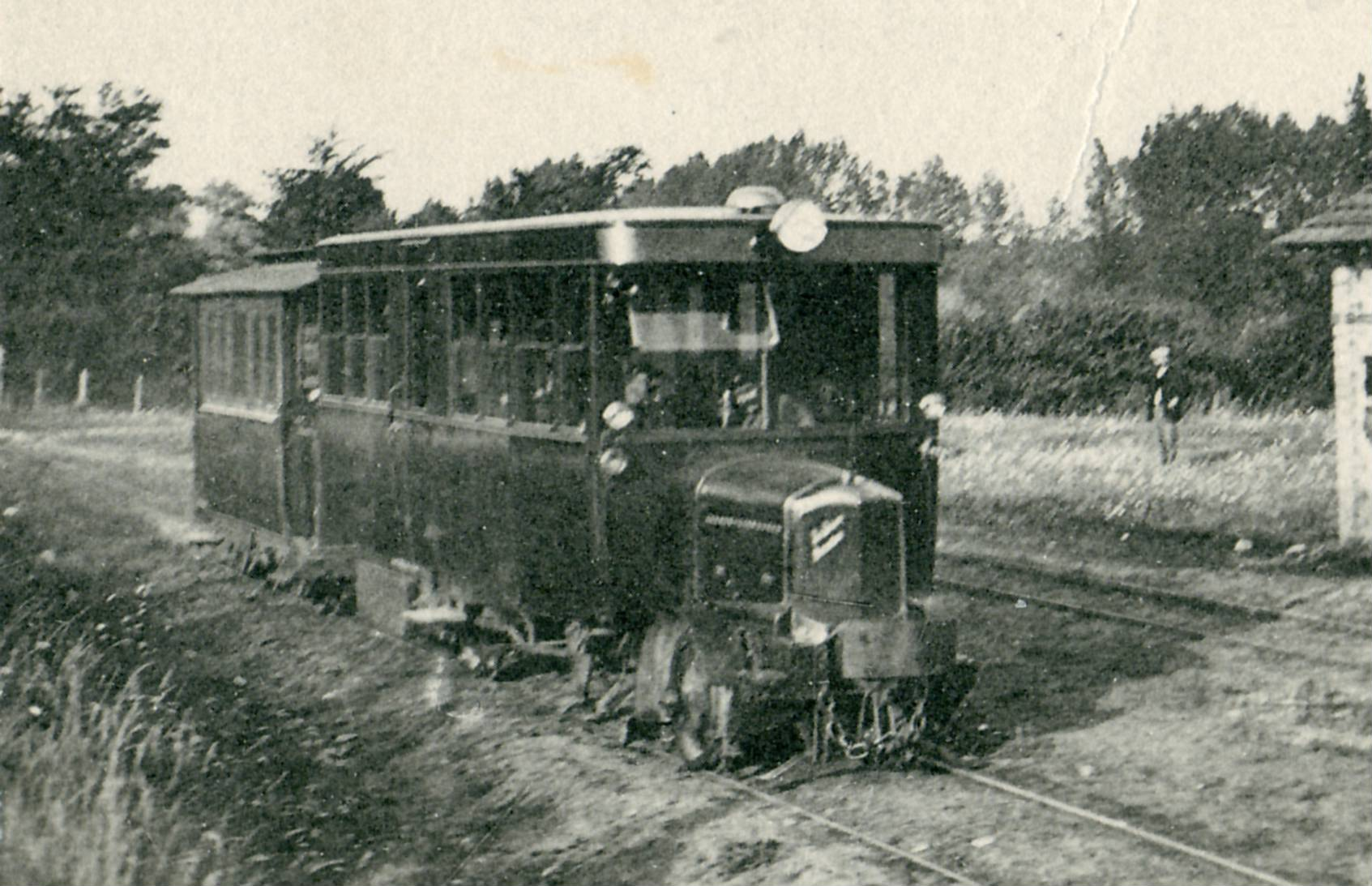
Vue de l'autorail B201 ou B202, en gare de Théligny

- no 201-202, De Dion-Bouton livrés neuf, type JM2 1924
- no 203, Saurer livré neuf
- no 204-206, De Dion-Bouton, ex Tramways de l'Ain, type JM4 1932
- no 207, SCF.Verney, ex Tarn, type SCF 51,1934,transféré en 1945-1946  au PO-Corrèze,
- no 207, De Dion-Bouton, ex Chemins de fer des Côtes-du-Nord no 9, type JM4 1932
- no 208-212, De Dion-Bouton, ex Tramways d'Ille et Vilaine, type JM2 1924

#### Matériel remorqué

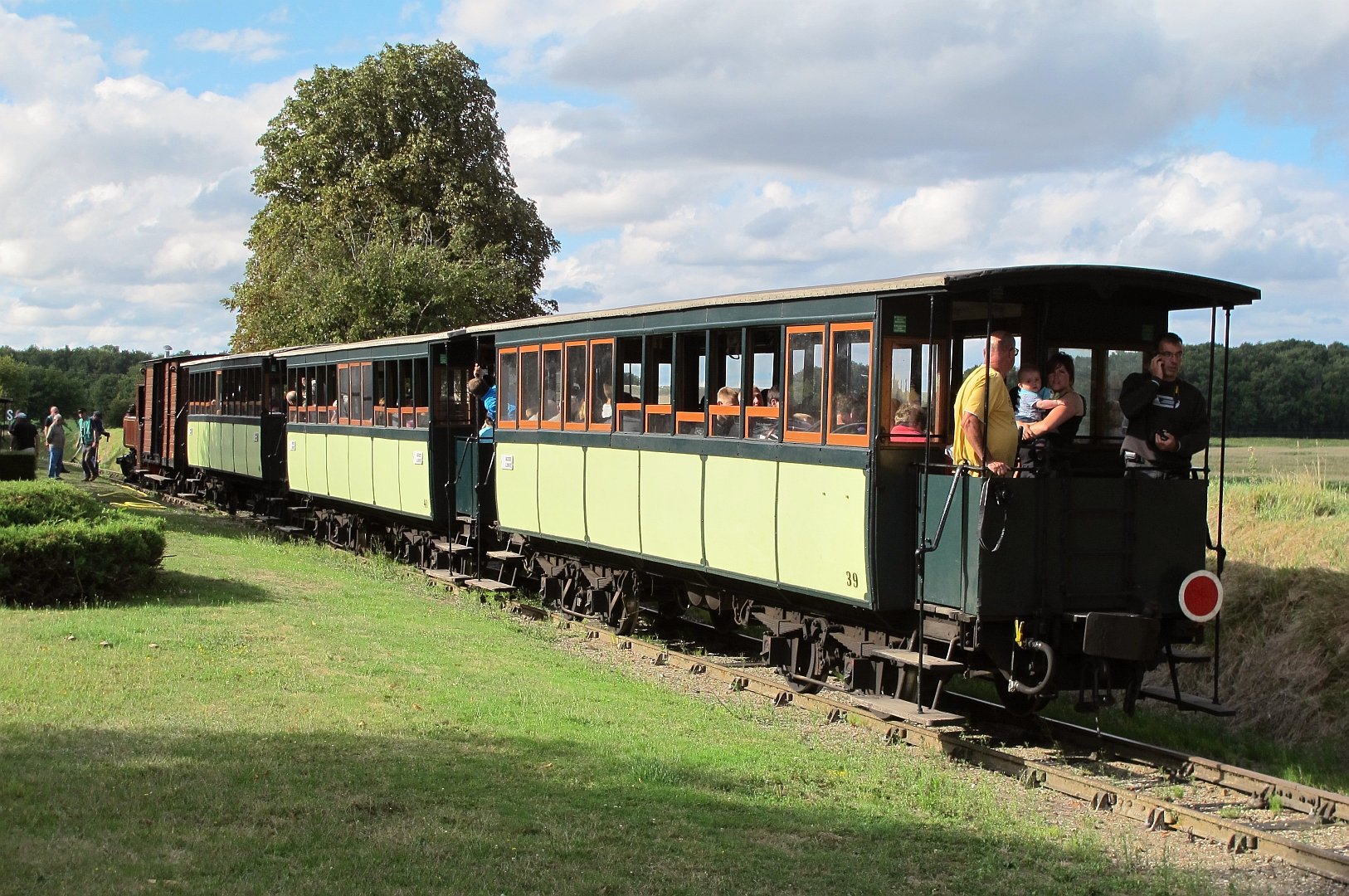
Voitures à bogies préservées par la FACS

Voitures à deux essieux, construites par les Ateliers métallurgiques de Nivelles en 1881 et 1882 et Carel frères & Cie puis Carel aîné, Fouché & Cie de 1884 à 1896
- voitures de 1er classe : A1 à A16
- voitures de 2e classe : B1 à B63
- voitures mixtes, 1re, 2e classe : AB 1 à AB20
- voiture mixte, 2e classe & Fourgon : BD 1
- voitures mixtes, 2e classe & compartiment postal : BP 1 à BP 20

Voitures à bogies, construites par Carel aîné, Fouché & Cie en 1902 et 1909
- voitures mixtes, 1re, 2e classe : AB 51 à 54
- voitures de 2e classe : AB 151 à 165

Wagons de marchandises
- wagons couverts, non freinés : K 1 à 45, freinés : Kf 101 à 167,
- wagons tombereaux, non freinés : L 1 à 48, freinés : Lf 101 à 137,
- wagons plats, non freinés : M 1 à 77, freinés : Mf 101 à 180,
- wagons plats à traverse, non freinés : MO 1 à 16,
- wagons plats à ballast, non freinés : MT 1 à 27, freinés : MTf 101 à 118,

## La fin
Les premières lignes  à peine achevées, certaines ferment. En 1932 c'est le tour des extrémités de lignes et en 1939, l'exploitation se limite à seulement 132 km. La guerre réactive les sections encore utilisables. La fermeture définitive a lieu le 1er mars 1947.

## Aujourd'hui

### Matériel roulant préservé

#### Locomotives à vapeur
- 030T ANF Blanc-Misseron de 1882 no 16 « St Denis d'Orques », particulier confiée au MTVS en attente de rénovation [9].
- 030T ANF Blanc-Misseron de 1898 no 51 « Foulletourte », propriété du département de la Sarthe
- 030T ANF Blanc-Misseron de 1898 no 60 « La Ferté-Bernard », MTVS, en service depuis 1990  Classé MH (1983)[10],[11].

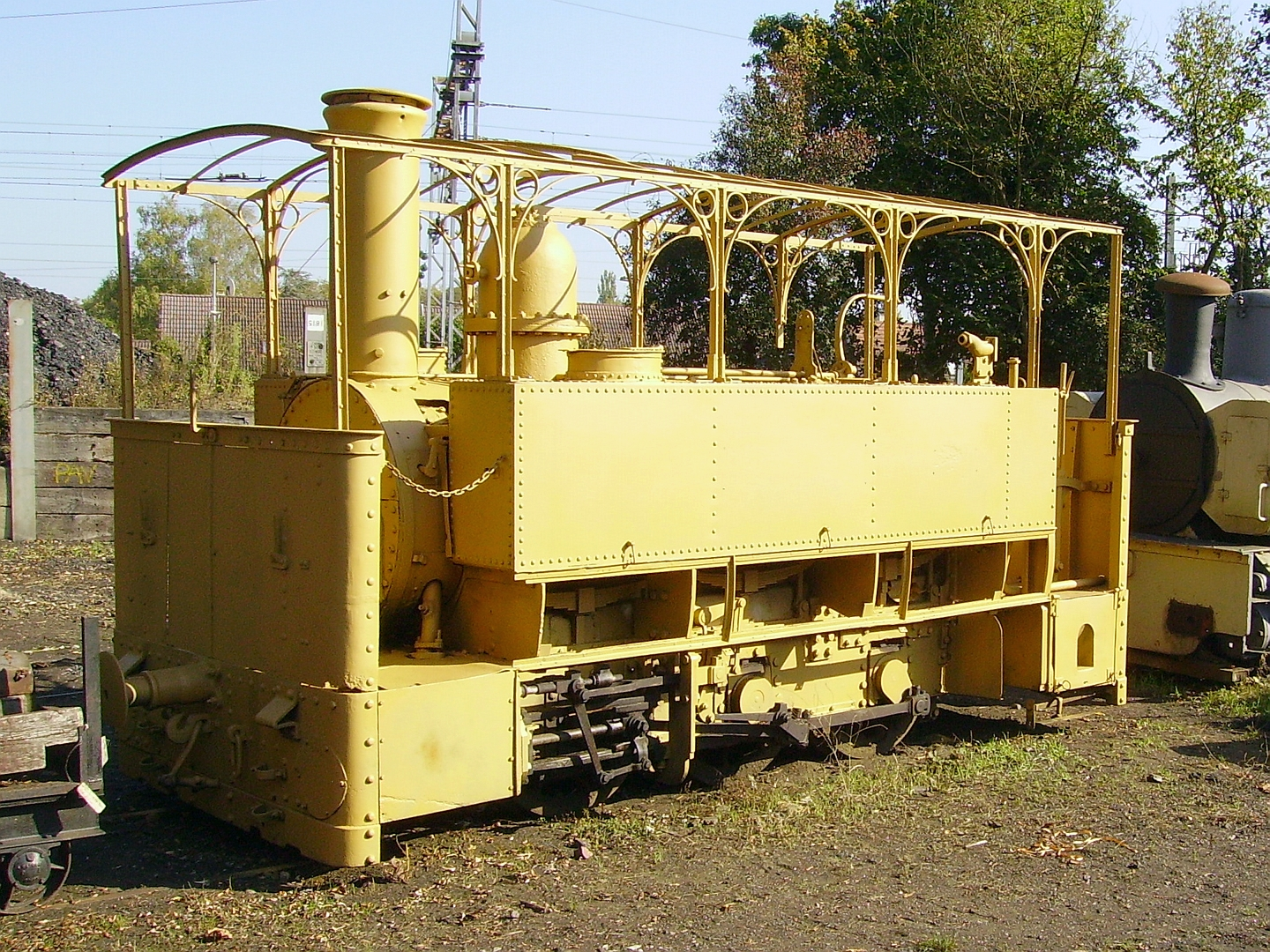
La 030T no 16 préservée au MTVS.
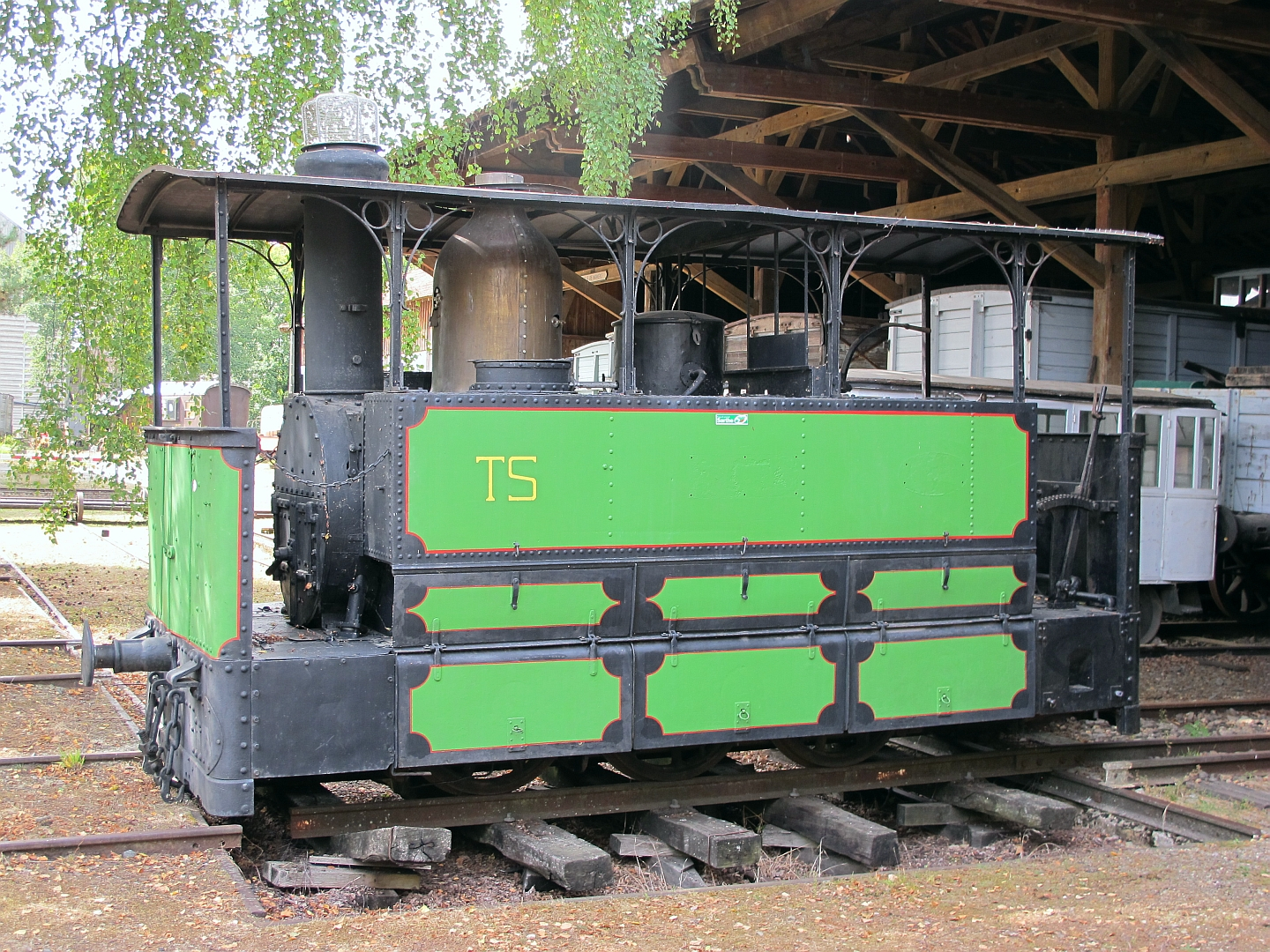
La 030T no 51 préservée à la Transvap.
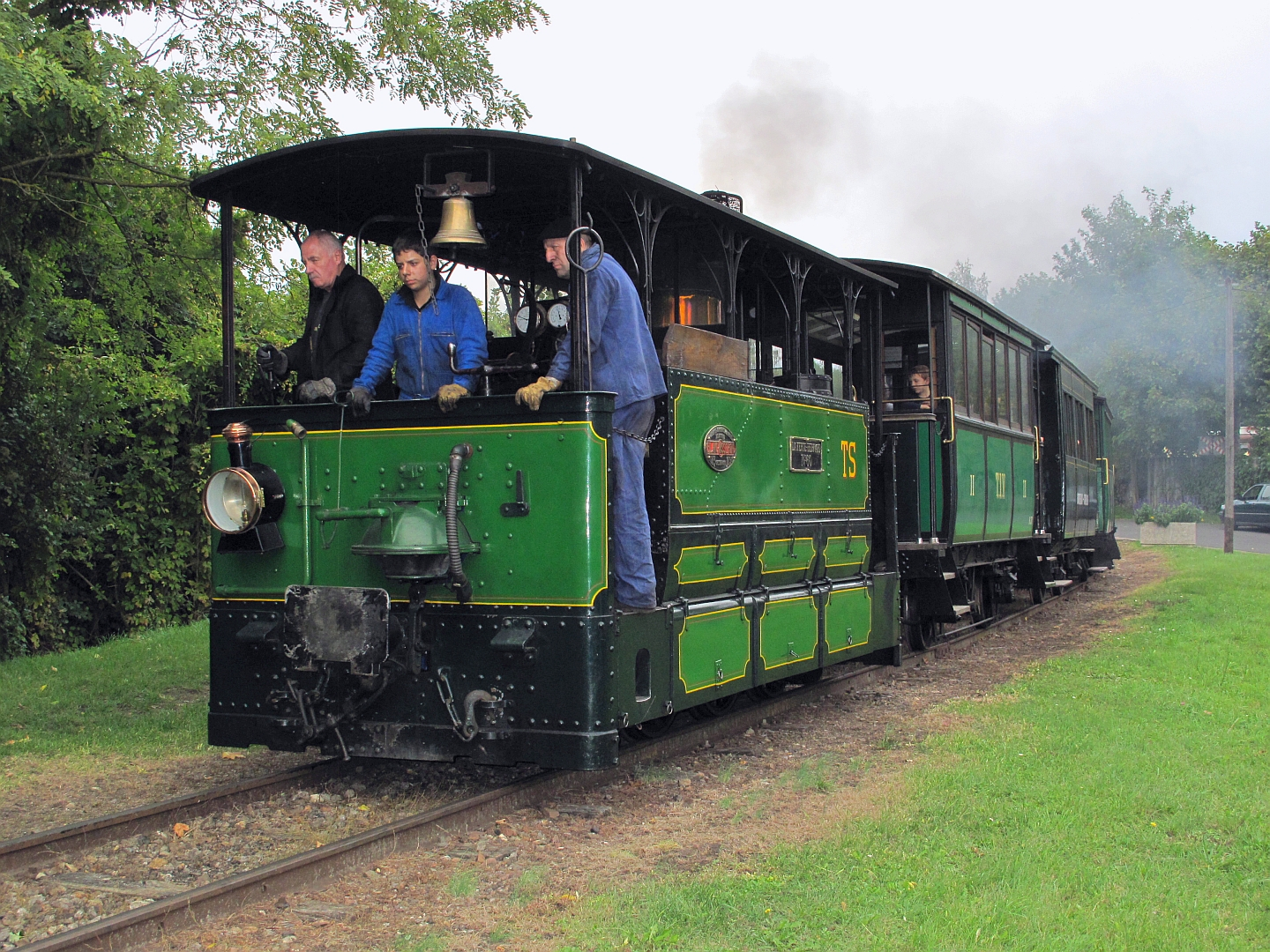
La 030T no 60 préservée en service au MTVS.

#### Voitures
- 2 voitures de 2e classe, à deux essieux Carel aîné, Fouché & Cie, 1896, B36 et B56, propriété de deux particuliers et confiées au MTVS, en service depuis 1986.  Classé MH (1993)[12],[13]
- 3 voitures de 2e classe, à bogies, propriété de la FACS et confiées au Train du Bas-Berry.  Classé MH (1992)[14],[15],[16]